# 佐藤勇人
佐藤 勇人（さとう ゆうと、1982年3月12日 - ）は、埼玉県春日部市出身の元プロサッカー選手。現役時代のポジションはミッドフィールダー。元日本代表。
プロサッカー選手として20年間プレーし、Jリーグ功労賞を受賞。双子の佐藤寿人と史上初の日本代表双子同時出場を果たした。
ジェフユナイテッド市原・千葉のクラブ最多出場数を持ちレジェンド的存在でアカデミー出身ということもあり『バンディエラ』と呼ばれている。
息子が2人おり、兄が佐藤飛勇心で、弟が佐藤ルーク。

## 来歴

### プロ入り前
埼玉県春日部市出身。保育園に通い始めた頃から双子の弟・寿人とともにボールを蹴るようになった。シュートを打つのは寿人で、勇人はいつもパスを出していたという。地元のクラブでサッカーをしていたが、父がジェフユナイテッド市原ジュニアユースの試合を観戦しコーチとも話をした際に、成長できる環境があると確信。双子でセレクションを受験し、寿人が合格したため入団のために家族で千葉県八千代市に引っ越してきた。なお、両親は自営業であったので、埼玉にあった店を畳んで来たというエピソードを持つ。ジェフのセレクションでは、当初寿人のみが合格で入団していたが、毎回の練習時の寿人の要望などにクラブが根負けする形で、およそ半年後に勇人も異例の途中入団をすることとなった。
高校時代（ジェフ市原ユース所属）には、束縛されたくないからなどの理由で2度クラブを辞めたと言うエピソードを持っている。それが影響してか生真面目な性格の弟・寿人に対し勇人は自由奔放な性格であったというイメージが定着しているが、本人たちによればそれは逆であり、「寿人は言葉がうまいからそう見える」と勇人は笑って話し、寿人も「勇人は（ヒゲを生やして）見た目がヤンチャだから」と返している。しかし当時からその才能は高く評価され、国体少年の千葉選抜に請われ参加。田中マルクス闘莉王（当時トゥーリオ）らと中盤でプレーした。準決勝で大黒将志擁する大阪府選抜を2-0、決勝で静岡選抜を5-0と圧倒した優勝に貢献した。
ジェフのジュニアユース・ユースで同期の阿部勇樹と中盤でコンビを組むことも多かった。春日部出身ながらもユース育ちで中学生から八千代に住んでいることもあってサポーターなどからは実質的に地元出身の選手と見なされている。

### ジェフユナイテッド市原
2000年、寿人や阿部勇樹と共にジェフユナイテッド市原トップチームに加入。加入3年目から出場機会を徐々に増やすと、2004年からは背番号を7に変更。監督であるイビチャ・オシムの薫陶もあり、「オシム・チルドレン」の代表格としてJリーグを代表するボランチへと成長した。
2005年には主力としてチームの初タイトルとなるJリーグカップ制覇に貢献。翌年には連覇も達成した。
2006年、日本代表に選出される。8月16日、AFCアジアカップ2007 (予選)のイエメン戦（新潟スタジアム）において、勇人が後半26分に遠藤保仁と交代出場し、後半44分には弟の寿人が田中達也と交代出場したことから、日本サッカー史上初となる双子選手の国際Aマッチ同時出場が実現した。
2007年シーズンはそれまでキャプテンを務めていた阿部勇樹が浦和レッズへ移籍したこともあり新キャプテンに任命された。

### 京都サンガ
2008年より、京都サンガF.C.へ移籍。2008年シーズンのサンガは当初「エブリバディ・キャプテン」という方針の下、チームとしてのキャプテンを決めていなかったが、6月に行われた鹿児島キャンプにおいて、選手間の話し合いにより勇人がキャプテンに任命された。
2009年9月19日のジュビロ磐田戦で相手DF金沢浄との接触で負傷し、下顎骨骨折（全治3週間）と診断された。同年12月14日付で契約満了により京都を退団。

### ジェフ復帰
2010年1月17日にJ2降格となったジェフ千葉への加入が発表され、3年ぶりの古巣復帰となった。
2011年および2012年シーズンは主将としてプレーした。2012年12月、左膝半月板損傷の怪我を負い、手術を行った。2015年、第38節FC岐阜戦においてJリーグ通算400試合出場を達成した。
2017年、11月11日のJ2第41節名古屋戦にて先発。名古屋に移籍していた寿人も先発したことで、8年ぶりとなるピッチでの双子対決が実現した。チームは終盤の7連勝もありJ1昇格プレーオフに進出。PO準決勝では再び名古屋と対戦し、勇人・寿人の先発によりJ1昇格プレーオフ史上初の双子対決となった。
2019年10月、2019シーズンをもって現役を引退することが発表された。2020年1月22日、「クラブユナイテッドオフィサー」に就任すると発表された。

## 人物・エピソード
- 勇人について、弟の寿人は「一番適切な表現は、やっぱり親友なのかな。僕にとって勇人は子どもの頃からずっと頼りになるキャプテンで、ライバル心を持ったことはない。」と話している[2]。
- 寿人の存在や佐藤姓がありふれていることもありサポーター等には「勇人」と呼ばれる。本人もこれを承知していて、Jリーグ及びクラブに対して下の名前で登録したい旨を表明していたこともあり、2007年からユニフォームにYUTOと表記されるようになった。
- 2008年の京都への移籍時、実家で寿人に移籍の件を相談すると「オレらを落としたクラブに行くのか」と皮肉で返されたという（寿人所属のサンフレッチェ広島はJ1・J2入れ替え戦で京都に敗れ降格し、勇人は第2戦に臨む寿人の応援の為に広島ビッグアーチまで足を運んでいる）。しかし、移籍の経験が豊富な寿人のアドバイスは参考になったと本人は述べている。
- 2008年1月5日に、モデルの松本ステファニーと結婚した。
- 2024年、浦安市の教育委員に任命された[10]。前任の宮澤ミシェルからの推挙による[11]。

## 所属クラブ
ユース経歴
- 1988年 - 1993年 大増サンライズFC（春日部市立立野小学校）
- 1994年 - 1996年 ジェフユナイテッド市原ジュニアユース（八千代市立高津中学校）
- 1997年 - 1999年 ジェフユナイテッド市原ユース（千葉県立船橋古和釜高等学校）

プロ経歴
- 2000年 - 2007年  ジェフユナイテッド市原/ジェフユナイテッド市原・千葉
- 2008年 - 2009年  京都サンガF.C.
- 2010年 - 2019年 ジェフユナイテッド市原・千葉

## 個人成績
| 国内大会個人成績 | 国内大会個人成績 | 国内大会個人成績 | 国内大会個人成績 | 国内大会個人成績 | 国内大会個人成績 | 国内大会個人成績 | 国内大会個人成績 | 国内大会個人成績 | 国内大会個人成績 | 国内大会個人成績 | 国内大会個人成績 |
| 年度             | クラブ           | 背番号           | リーグ           | リーグ戦         | リーグ戦         | リーグ杯         | リーグ杯         | オープン杯       | オープン杯       | 期間通算         | 期間通算         |
| 年度             | クラブ           | 背番号           | リーグ           | 出場             | 得点             | 出場             | 得点             | 出場             | 得点             | 出場             | 得点             |
| 日本             | 日本             | 日本             | 日本             | リーグ戦         | リーグ戦         | リーグ杯         | リーグ杯         | 天皇杯           | 天皇杯           | 期間通算         | 期間通算         |
| ---------------- | ---------------- | ---------------- | ---------------- | ---------------- | ---------------- | ---------------- | ---------------- | ---------------- | ---------------- | ---------------- | ---------------- |
| 2000             | 市原             | 29               | J1               | 1                | 0                | 2                | 0                | 0                | 0                | 3                | 0                |
| 2001             | 市原             | 26               | J1               | 0                | 0                | 0                | 0                | 3                | 0                | 3                | 0                |
| 2002             | 市原             | 14               | J1               | 13               | 0                | 6                | 0                | 3                | 0                | 22               | 0                |
| 2003             | 市原             | 14               | J1               | 28               | 4                | 3                | 0                | 3                | 1                | 34               | 5                |
| 2004             | 市原             | 7                | J1               | 29               | 7                | 5                | 1                | 1                | 0                | 35               | 8                |
| 2005             | 千葉             | 7                | J1               | 34               | 8                | 11               | 0                | 1                | 0                | 46               | 8                |
| 2006             | 千葉             | 7                | J1               | 26               | 4                | 10               | 2                | 1                | 0                | 37               | 6                |
| 2007             | 千葉             | 7                | J1               | 27               | 3                | 5                | 1                | 0                | 0                | 32               | 4                |
| 2008             | 京都             | 14               | J1               | 34               | 3                | 6                | 1                | 1                | 0                | 41               | 4                |
| 2009             | 京都             | 7                | J1               | 28               | 0                | 5                | 1                | 0                | 0                | 33               | 1                |
| 2010             | 千葉             | 7                | J2               | 36               | 5                | -                | -                | 1                | 0                | 37               | 5                |
| 2011             | 千葉             | 7                | J2               | 36               | 1                | -                | -                | 2                | 0                | 38               | 1                |
| 2012             | 千葉             | 7                | J2               | 31               | 2                | -                | -                | 1                | 0                | 32               | 2                |
| 2013             | 千葉             | 7                | J2               | 30               | 0                | -                | -                | 1                | 2                | 31               | 2                |
| 2014             | 千葉             | 7                | J2               | 24               | 0                | -                | -                | 2                | 0                | 26               | 0                |
| 2015             | 千葉             | 7                | J2               | 26               | 0                | -                | -                | 1                | 0                | 27               | 0                |
| 2016             | 千葉             | 7                | J2               | 11               | 0                | -                | -                | 2                | 0                | 13               | 0                |
| 2017             | 千葉             | 7                | J2               | 19               | 0                | -                | -                | 1                | 0                | 20               | 0                |
| 2018             | 千葉             | 7                | J2               | 8                | 0                | -                | -                | 2                | 0                | 10               | 0                |
| 2019             | 千葉             | 7                | J2               | 18               | 0                | -                | -                | 0                | 0                | 18               | 0                |
| 通算             | 日本             | 日本             | J1               | 220              | 29               | 53               | 6                | 13               | 1                | 286              | 36               |
| 通算             | 日本             | 日本             | J2               | 239              | 8                | -                | -                | 13               | 2                | 252              | 10               |
| 総通算           | 総通算           | 総通算           | 総通算           | 459              | 37               | 53               | 6                | 26               | 3                | 538              | 46               |

- Jリーグ初出場 - 2000年4月22日 1st第8節 鹿島アントラーズ戦（福井）
- Jリーグ初得点 - 2003年4月19日 1st第4節 ガンバ大阪戦（万博）

その他の公式戦
- 2012年
  - J1昇格プレーオフ 2試合0得点
- 2014年
  - J1昇格プレーオフ 1試合0得点
- 2017年
  - J1昇格プレーオフ 1試合0得点

その他の国際公式戦
- 2006年
  - A3チャンピオンズカップ 2試合0得点

## 代表歴

### 試合数
- 国際Aマッチ 1試合 0得点(2006)

| 日本代表 | 国際Aマッチ | 国際Aマッチ |
| 年       | 出場        | 得点        |
| -------- | ----------- | ----------- |
| 2006     | 1           | 0           |
| 通算     | 1           | 0           |

### 出場
| No. | 開催日         | 開催都市 | スタジアム     | 対戦相手 | 結果 | 監督             | 大会             |
| --- | -------------- | -------- | -------------- | -------- | ---- | ---------------- | ---------------- |
| 1.  | 2006年08月16日 | 新潟県   | 新潟スタジアム | イエメン | ○2-0 | イビチャ・オシム | アジアカップ予選 |

## タイトル
クラブ
- ジェフユナイテッド市原・千葉
  - Jリーグカップ (2005,2006)

個人
- - Jリーグ優秀選手賞 (2005年)

## 出演

### 映画
- 『劇場版 仮面ライダー鎧武 サッカー大決戦!黄金の果実争奪杯!』（2014年） - 本人役

## 書籍

### 執筆書籍
- 『あきらめない勇気』（佐藤寿人との共著、2017年、東邦出版、ISBN 978-4809414763）